# دوم كاروكوسكي
توماس «دوم» كاروكوسكي (بالفنلندية: Dome Karukoski)(من مواليد 29 ديسمبر 1976) مخرج أفلام فنلندي. يُعد من أنجح مخرجي الأفلام في فنلندا، حيث فاز بأكثر من 30 جائزة في المهرجانات وأخرج ثمان أفلام روائية أصبحت من الأفلام الرائجة في وطنه وحصلت أيضًا على تقدير دولي. لقيت أفلام كاروكوسكي ترحيبا حسنا في كل من شباك التذاكر ونقاد السينما. بعد إطلاق فيلم الجمال والنذل في فنلندا، أطلق ماركوس ماتانن، أحد أكثر نقاد السينما احترامًا في فنلندا، على كاروكوسكي لقب «منقذ السينما الفنلندية».
في عام 2013، صنفت مجلة فارايتي الأمريكية كاروكوسكي في قائمتها التي تضم 10 مخرجين يجب مشاهدتهم. كانت هذه هي المرة الأولى التي يتم فيها إدراج مخرج فنلندي في القائمة التي تغطي العالم بأسره.

## حياته
ولد كاروكوسكي في نيقوسيا، قبرص. والدته هي الصحفية الفنلندية السويدية ريتفا كاروكوسكي، وكان والده الممثل والشاعر الأمريكي جورج ديكرسون. انتقل إلى فنلندا من قبرص مع والدته عندما كان عمره 5 سنوات.
في عام 1999، كان واحدًا من 3 طلاب جدد فقط قُبلوا في جامعة هلسنكي للفنون والتصميم لتخصص في الإخراج.  لم يكن لديه خبرة سابقة في إخراج الكاميرا أو حملها.
كان كاروكوسكي منفتحًا جدًا على طفولته عندما تعرض للتنمر في المدرسة بين سن 7 و 14 عامًا. بدأ التنمر بعد انتقاله من قبرص إلى فنلندا. بسبب تجاربه، شارك في العديد من الأحداث والمشاريع التي تعارض التنمر في المدارس.
في عام 2013، تزوج كاروكوسكي من شريكته منذ فترة طويلة ناديا. ولد ابنهما أوليفر عام 2014.

## أفلامه
- الجمال والنذل: أول فيلم له ومن أهم أعماله صدر في عام 2005 وترشح لعدة جوائز منها جائزة جوسي لأفضل إخراج.
- منزل الفراشات المظلمة: تم إصداره عام 2008 وحصل عليه على جائزة جوسي لأفضل مخرج.
- الفاكهة المحرمة: صدر في عام 2009 وحصل على جائزة جوسي لأفضل ممثلة مساعدة.
- أوديسي لابلاند: صدر عام 2010 ويعد من أهم أعماله حصل وترشح للعديد من الجوائز.
- قلب أسد: فيلمه الخامس وحصل من خلاله على جائزة جائزة جوسي لأفضل ممثل مساعد ولاقى استحساناً من قبل النقاد.
- الجرامب: فيلمه السادس وعُُرض لأول مرة في مهرجان تورونتو السينمائي الدولي في عام 2014. الفليم عبارة عن كوميديا مأساوية مع بطل رئيسي متقاعد استنادًا إلى سلسلة كتب كتبها توماس كيرو. وقد نجح الفيلم نجاحًا هائلاً في فنلندا، حيث وضع في قائمة أفضل 3 أفلام فنلندية خلال الـ 25 عامًا الماضية.[6] وحصل الفيلم على المركز الأول في شباك التذاكر هذا العام، وحمل ألقابًا ضخمة بما في ذلك الهوبيت: معركة الجيوش الخمسة.[7] رشح الفيلم لأفضل فيلم وأفضل مخرج وأفضل ممثل في دور قيادي في حفل توزيع جوائز الفيلم الفنلندي وفاز بجائزة أفضل ممثل. مع ترشيحه لجائزة أفضل مخرج، أصبح دوم كاروكوسكي أول مخرج أفلام فنلندي يترشح على الإطلاق لكل فيلم من أفلامه الستة الأولى.
- توم من فيلندا: فيلمه السابع هو سيرة حياة فنان مثلي الجنس توم الفنلندي، والذي صدر في عام 2017. أعلن عن هذا الفيلم في مهرجان تورنتو السينمائي الدولي لعام 2013.[8]
- تولكين: أخرجه كاروكوسكي في عام 2019 عن المؤلف جي آر آر تولكين، والذي يصور سنوات تكوينه كمراهق وشاب خلال الحرب العالمية الأولى. أنتج الفيلم بواسطة تشيرنين إنترتينمينت لصالح فوكس سيرش لايت بيكتشرز.[9]

## وصلات خارجية
- دوم كاروكوسكي في قاعدة بيانات الأفلام على الإنترنت